# Hexacyrtis dickiana
Hexacyrtis dickiana Dinter – gatunek ziemnopączkowych roślin zielnych z monotypowego rodzaju Hexacyrtis z rodziny zimowitowatych, występujący w Namibii i północno-zachodnim Kraju Przylądkowym, gdzie zasiedla stabilne wydmy, porośnięte roślinnością. Rośliny mogą pozostawać w spoczynku, w postaci zakopanej w piasku bulwy, przez wiele lat, oczekując na wystarczającą ilość opadów.

## Morfologia
PokrójRoślina zielna o wysokości do 60 cm.
ŁodygaNiewielka bulwa pędowa okryta tuniką. Pęd naziemny wzniesiony.
LiścieUlistnienie naprzeciwległe. Liście siedzące, równowąskie do lancetowatych, całobrzegie, woskowate, połyskliwe, grube, o nasadzie tworzącej pochwę okalającą pęd.
KwiatyKwiaty szypułkowe, przysadkowe, zebrane od dwóch do sześciu w baldachopodobną wierzchotkę. Okwiat z zewnątrz purpurowo-zielonkawy, o listkach u nasady z krótkimi ostrogami. Szyjka słupka wierzchołkowo rozwidlona na 3 końcówki.
OwoceTorebki. Nasiona kuliste

## Systematyka i zmienność
Według Angiosperm Phylogeny Website (aktualizowany system APG IV z 2016) gatunek należy do monotypowego rodzaju Hexacyrtis, zaliczanego do plemienia Colchiceae w rodzinie zimowitowatych (Colchicaceae), która należy do rzędu liliowców (Liliales).
Typ nomenklatoryczny nie został wskazany.

## Zagrożenie i ochrona
Gatunek ujęty w czerwonej liście roślin Namibii ze statusem LR–lc (mniejszego ryzyka – mniejszej troski).